# Abugida

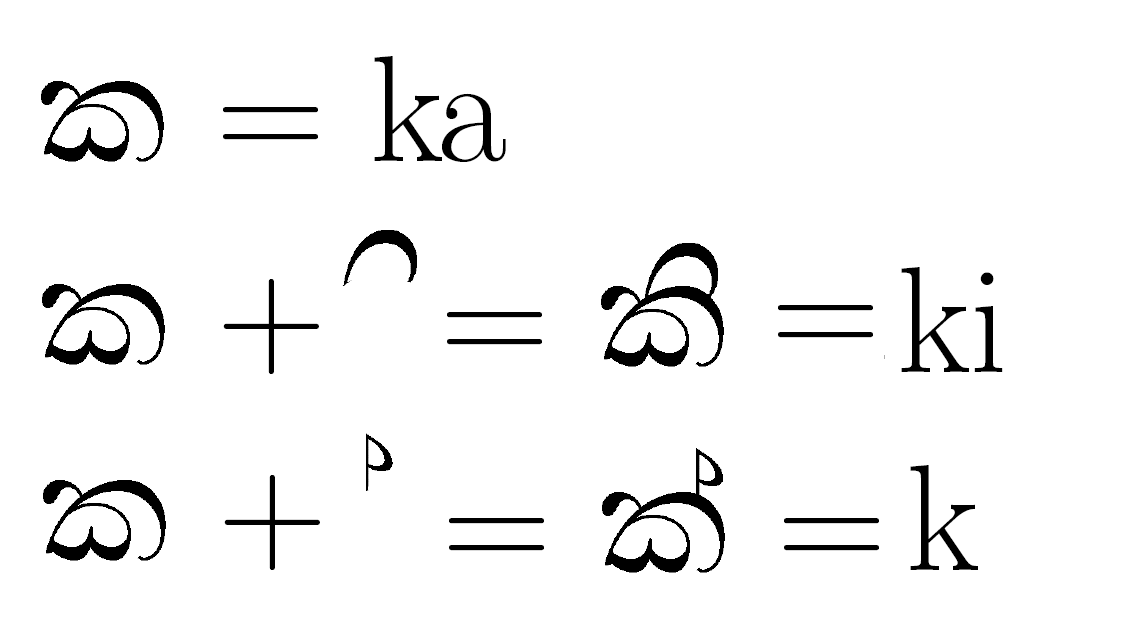
I singalesisk skrift är grundbokstaven för ett k-ljud ක "ka". För att skriva "ki", lägger man till en båge över bokstaven: ක blir කි. Vill man markera att k-ljudet inte skall följas av en vokal, lägger man till konsonantflaggan: ක්.

En abugida är ett skriftsystem som bygger på tecken som representerar konsonanter med en medföljande "inbyggd" vokal. Drygt hälften av världens skriftsystem är abugidor. Här ingår den mångtaliga brahmifamiljen vars skriftsystem används i Syd- och Sydostasien. 
Generellt sett står de fullstora bokstäverna i en abugida för konsonanter. Dessa skrivs i en linjär sekvens. Vokaler skrivs ut genom att konsonanttecknen modifieras, antingen med diakritiska tecken eller genom att tecknet självt förändras. De diakritiska tecknen kan förekomma på alla sidor om konsonanten, också inom ett och samma skriftsystem.
Vokaler som inte föregås av någon konsonant kan skrivas som:
- en speciell ljudlös konsonant som förses med diakritiska vokaltecken
- separata bokstäver för varje vokal vars utseende skiljer sig från de diakritiska tecknen

Konsonanter som inte följs av någon vokal kan markeras med:
- ett eget diakritiskt tecken
- en sammansatt bokstav där två eller flera konsonanter bildar en ligatur
- en separat bokstav som skiljer sig till utseende, storlek eller placering
- en avsaknad av vokaltecken (vilket ger upphov till tvetydighet)
- ett vokaltecken som står för en kort vokal eller neutralvokal [ə] (också tvetydigt)

## Exempel

### Brahmifamiljen
I de brahmitiska skriftsystemen markeras vokaler med diakritiska tecken och stavelsefinala konsonanter med antingen diakritiska tecken eller ligaturer. Det brahmiska skriftsystem som används mest är devanagari.

### Etiopisk skrift
I etiopisk skrift, som används för bland andra ge'ez, amhariska och tigrinska, markeras vokaler genom att bokstäverna delvis ändrar utseende.

### Kanadensisk stavelseskrift
I denna skrift, som används för att skriva bland andra inuktitut och cree, markeras vokaler genom att konsonanter speglas eller roteras. Finala konsonanter skrivs med diakritiska tecken eller med en upphöjd variant av bokstaven.

## Andra typer av skriftsystem
- Logografisk
- Ideografisk
- Syllabisk
- Abjad
- Alfabetisk